# Saint-Agnin-sur-Bion
Saint-Agnin-sur-Bion település Franciaországban, Isère megyében. Lakosainak száma 1161 fő (2022. január 1.). Saint-Agnin-sur-Bion Artas, Crachier, Culin, Les Éparres, Maubec, Meyrié és Meyrieu-les-Étangs községekkel határos.

## Népesség
A település népessége az elmúlt években az alábbi módon változott:
| Lakosok száma | 347  | 602  | 646  | 762  | 929  | 993  | 1043 | 1089 | 1110 | 1161 |
|               | 1968 | 1982 | 1990 | 2006 | 2013 | 2015 | 2017 | 2019 | 2020 | 2022 |